# Francesco, giullare di Dio
Francesco, giullare di Dio is een Italiaanse dramafilm uit 1950 onder regie van Roberto Rossellini.

## Verhaal
De film vertelt in negen hoofdstukken het verhaal van Franciscus van Assisi en de franciscanen vanaf de stichting van de orde tot aan de preken van de volgelingen.

## Rolverdeling
| Acteur                                                          | Personage                         |
| --------------------------------------------------------------- | --------------------------------- |
| Aldo Fabrizi                                                    | Nicolaio                          |
| Peparuolo                                                       | Giovanni                          |
| Severino Pisacane                                               | Broeder Ginapro                   |
| Nazario Gerardi                                                 | Franciscus van Assisi (onvermeld) |
| Arabella Lemaitre                                               | Clara van Assisi (onvermeld)      |
| Broeder Nazareno, broeder Raffaele en broeder Robert Sorrentino | Franciscanen                      |
| Gianfranco Bellini                                              | Verteller (onvermeld)             |